# Léon (cantante)
Léon, pseudonimo di Lotta Lindgren (Stoccolma, 26 febbraio 1993), è una cantante svedese.

## Biografia
Figlia di una violoncellista e di un compositore e direttore d'orchestra, Léon è cresciuta in una famiglia musicale. Nell'adolescenza ha fatto parte di un gruppo hip hop e soul, e nel 2015, in seguito all'incontro con il produttore Agrin Rahmani, ha avviato la sua carriera da solista. Annovera fra le sue influenze musicali Amy Winehouse, Janis Joplin, Beyoncé, Etta James, Sam Cooke e Stevie Wonder.
Il suo singolo di debutto, Tired of Talking, è uscito nell'estate del 2015 ed è stato certificato disco d'oro dalla IFPI Sverige con oltre 20 000 unità vendute a livello nazionale. L'anno successivo si è esibita al festival Eurosonic Noorderslag nei Paesi Bassi.
Dopo aver pubblicato vari EP, a marzo 2019 è uscito il suo album di debutto eponimo, che è entrato alla 58ª posizione nella classifica svedese. Nell'autunno del 2020 è stato pubblicato il suo secondo album, Apart. Nel maggio 2021 ha collaborato con il DJ Jonas Blue nel singolo Hear Me Say. A marzo 2022 è stato pubblicato il terzo album, Circles.

## Discografia

### Album
- 2019 – Léon
- 2020 – Apart
- 2022 – Circles

### EP
- 2015 – Treasure
- 2016 – For You
- 2017 – Surround Me

### Singoli
- 2015 – Tired of Talking
- 2016 – Think About You
- 2016 – Liar
- 2017 – Sleep Deprived
- 2017 – Surround Me
- 2017 – Body
- 2017 – I Believe in Us
- 2017 – No Goodbyes
- 2018 – Baby Don't Talk
- 2018 – Falling
- 2019 – You and I
- 2020 – In a Stranger's Arms
- 2020 – Who You Lovin
- 2020 – And It Breaks My Heart
- 2020 – Chasing a Feeling
- 2020 – Head and Heart on Fire
- 2021 – Hear Me Say
- 2021 – Dancer
- 2021 – Soaked
- 2021 – Faded into a Dream
- 2022 – Wishful Thinking
- 2023 - Pretty Boy